# Sabanejewia
Sabanejewia là một chi cá vây tia trong họ Cobitidae.

## Loài
Hiện có 10 loài được công nhận trong chi này:
- Sabanejewia aurata (De Filippi, 1863)
  - Sabanejewia aurata aralensis (Kessler, 1877)
  - Sabanejewia aurata aurata (De Filippi, 1863)
- Sabanejewia balcanica (S. L. Karaman, 1922)
- Sabanejewia baltica Witkowski, 1994
- Sabanejewia bulgarica (Drensky, 1928)
- Sabanejewia caspia (Eichwald, 1838)
- Sabanejewia caucasica (L. S. Berg, 1906)
- Sabanejewia kubanica Vasil'eva & Vasil'ev, 1988
- Sabanejewia larvata (De Filippi, 1859)
- Sabanejewia romanica (Băcescu, 1943)
- Sabanejewia vallachica (Nalbant, 1957)